# Giuseppe Giammarco
Giuseppe Giammarco (Sulmona, 17 gennaio 1894 – 7 agosto 1957) è stato un politico italiano.

## Biografia
Nato a Sulmona nel 1894, conseguì la laurea in letteratura e lavorò come insegnante. Iscritto alla Democrazia Cristiana, fu per breve tempo sindaco di Sulmona nel 1946, primo dell'epoca repubblicana. Alle elezioni politiche del 1948 fu eletto alla Camera dei deputati nella circoscrizione L'Aquila-Pescara-Chieti-Teramo (XX) per la I legislatura, incarico ricoperto fino al 1953; fu membro della 5ª Commissione permanente (difesa) dal 1948 al 1949 e della 6ª Commissione permanente (istruzione e belle arti) dal 1949 al 1953. Morì nel 1957.